# Пашевая
Пашевая (укр. Пашева) — село в Боремельской сельской общине Дубенского района Ровненской области Украины.
До 2020 года входило в Демидовский район.
Население по переписи 2001 года составляло 334 человека. Почтовый индекс — 35212. Телефонный код — 36-37. Код КОАТУУ — 5621484012.